# ↂ
Cette page contient des caractères spéciaux ou non latins. S’ils s’affichent mal (▯, ?, etc.), consultez la page d’aide Unicode.
ↂ (Unicode U+2182) est une ancienne ligature des caractères ⅭⅭⅠↃↃ (les deux derniers étant le chiffre romain Ⅽ retourné) utilisée dans certains textes des XVe et XVIe siècles pour représenter le nombre 10 000.